# Stictotarsus minipi
Stictotarsus minipi är en skalbaggsart som först beskrevs av Helen K. Larson 1991.  Stictotarsus minipi ingår i släktet Stictotarsus och familjen dykare. Inga underarter finns listade i Catalogue of Life.